# Pamětní deska

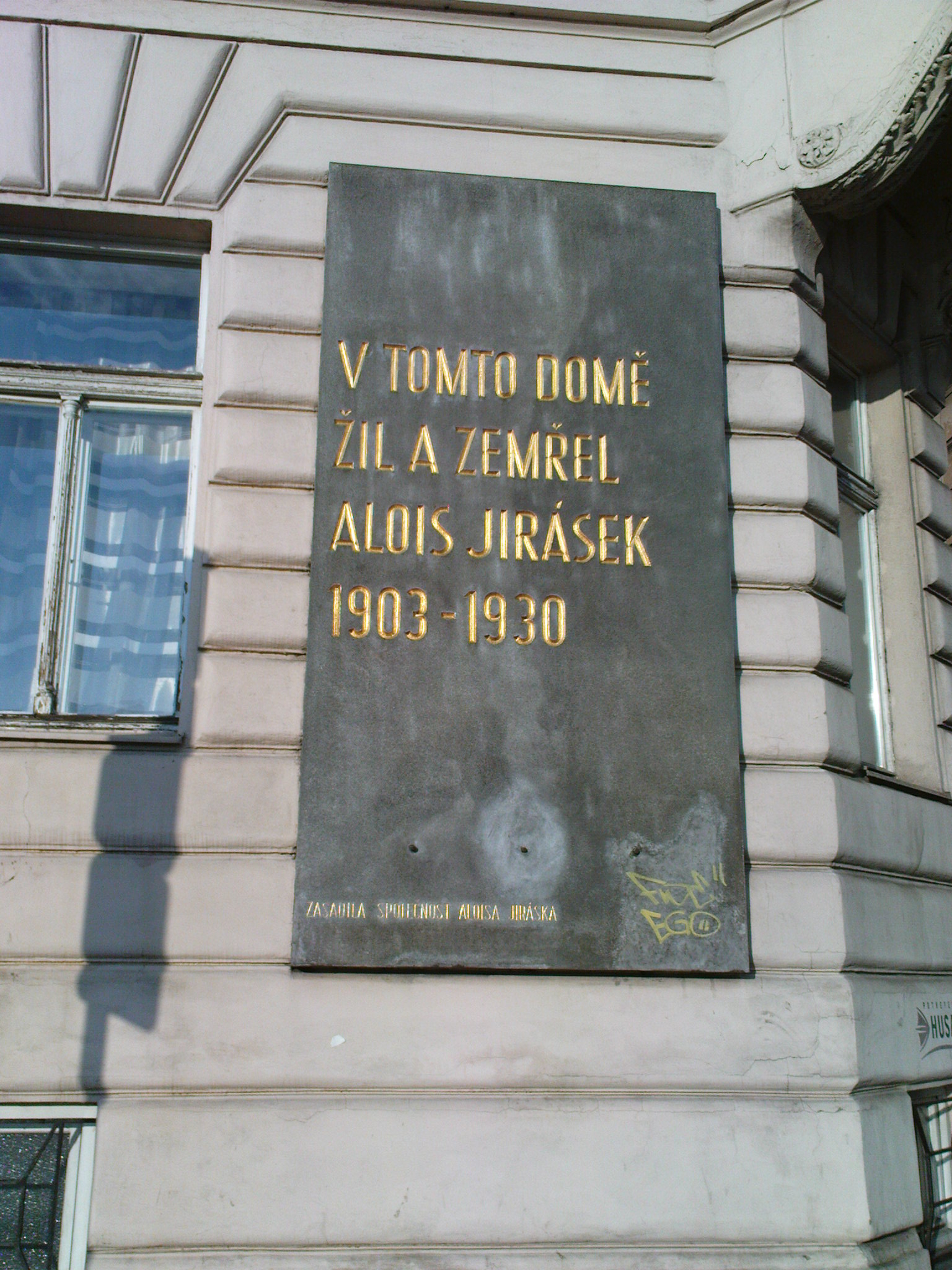
Obrovská pamětní deska na domě, kde žil a zemřel Alois Jirásek (Jiráskovo náměstí, Praha 2)

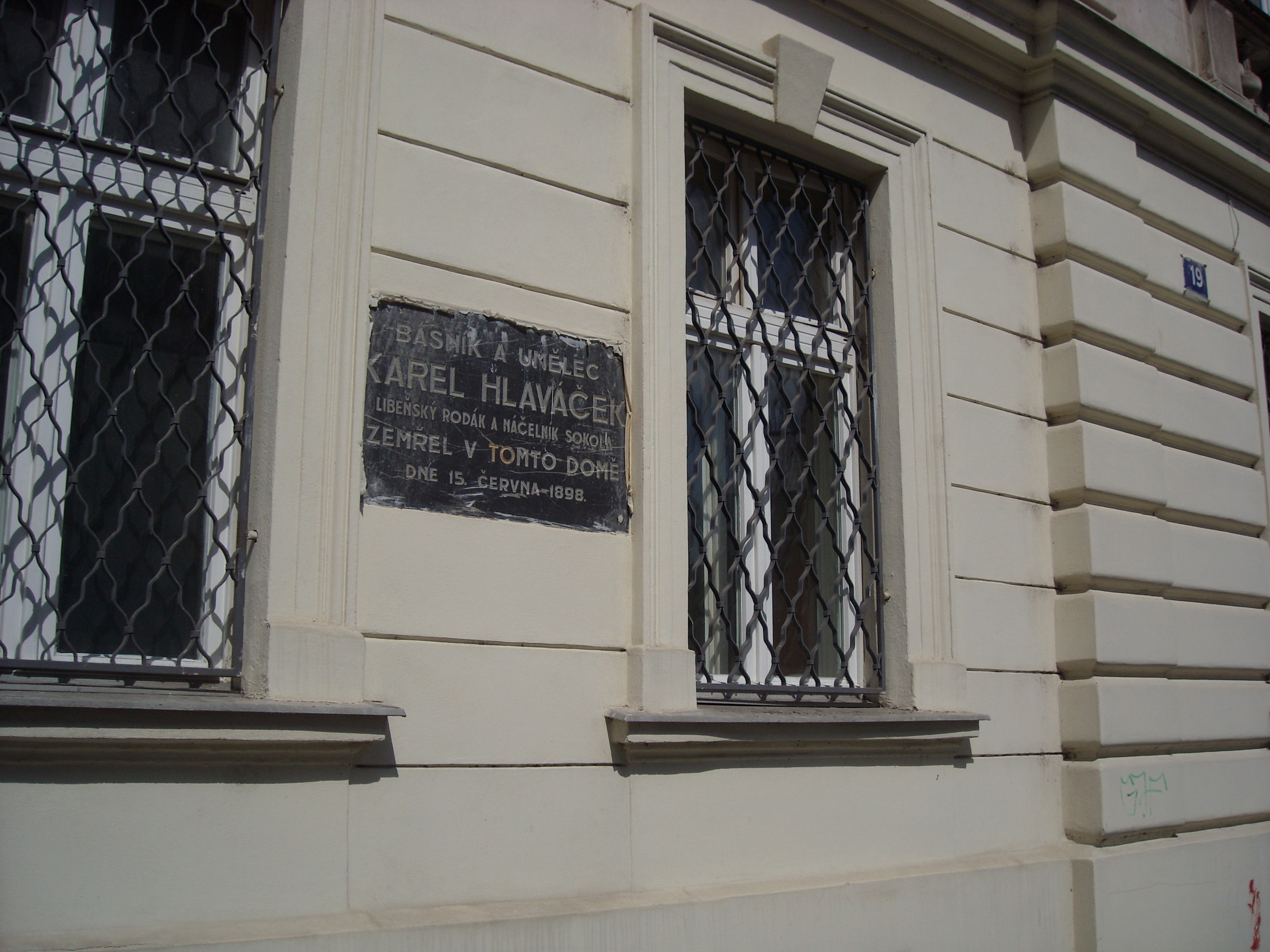
Skromná pamětní deska na domě, kde žil Karel Hlaváček, Podlipného ulice, Praha 8 – Libeň

Pamětní deska je plaketa, většinou kamenná nebo kovová, která má sloužit jako připomínka významné osobnosti, instituce nebo historické události.
Pamětní desky se často umisťují na domy, v nichž se dotyčné osoby narodily, zemřely nebo v nich žily či alespoň určitý čas pobývaly. Tak existuje například v Praze několik pamětních desek významných českých spisovatelů, jako je Božena Němcová, Karolína Světlá nebo Jaroslav Hašek. Pokud z nějakého důvodu (dům už nestojí nebo jeho majitel umístění desky neumožní) není možné umístit pamětní desku přesně na dům, jenž je s danou osobností spojený, bývá někdy pamětní deska umístěna na dům vedlejší (např. pamětní desky Fr. Lad. Riegra nebo K. H. Borovského v Kroměříži). Někdy desky také klamou: tak např. na domě, v němž Jean-Jacques Rousseau žil, ale kde se nenarodil, byla (nebo snad stále je) umístěna deska s nápisem hlásajícím, že šlo o jeho rodný dům. Kromě domů bývají pamětní desky nebo cedule umisťovány například na tunelech, mostech, kanálech, přehradních hrázích, věžích a hřbitovech; někdy jsou připojeny k tabulím se jmény ulic.
Některá města nebo městské části mají vlastní série pamětních desek:
Svět
- Berliner Gedenktafeln (berlínské pamětní desky) – tyto porcelánové pamětní desky existují od oslav 750 let města Berlína (1986)
- Jenaer Gedenktafeln (jenské pamětní desky) – existují od výročí založení jenské univerzity v roce 1858, kdy byly zhotoveny první 204 smaltované desky
- Göttinger Gedenktafeln (göttingenské pamětní desky) – existují od roku 1874, zhotoveny jsou z mramoru

Česko
- v Praze je údajně 1116 (nebo 1300)[4] „pomníčků a pamětních desek“ padlým při Pražském povstání

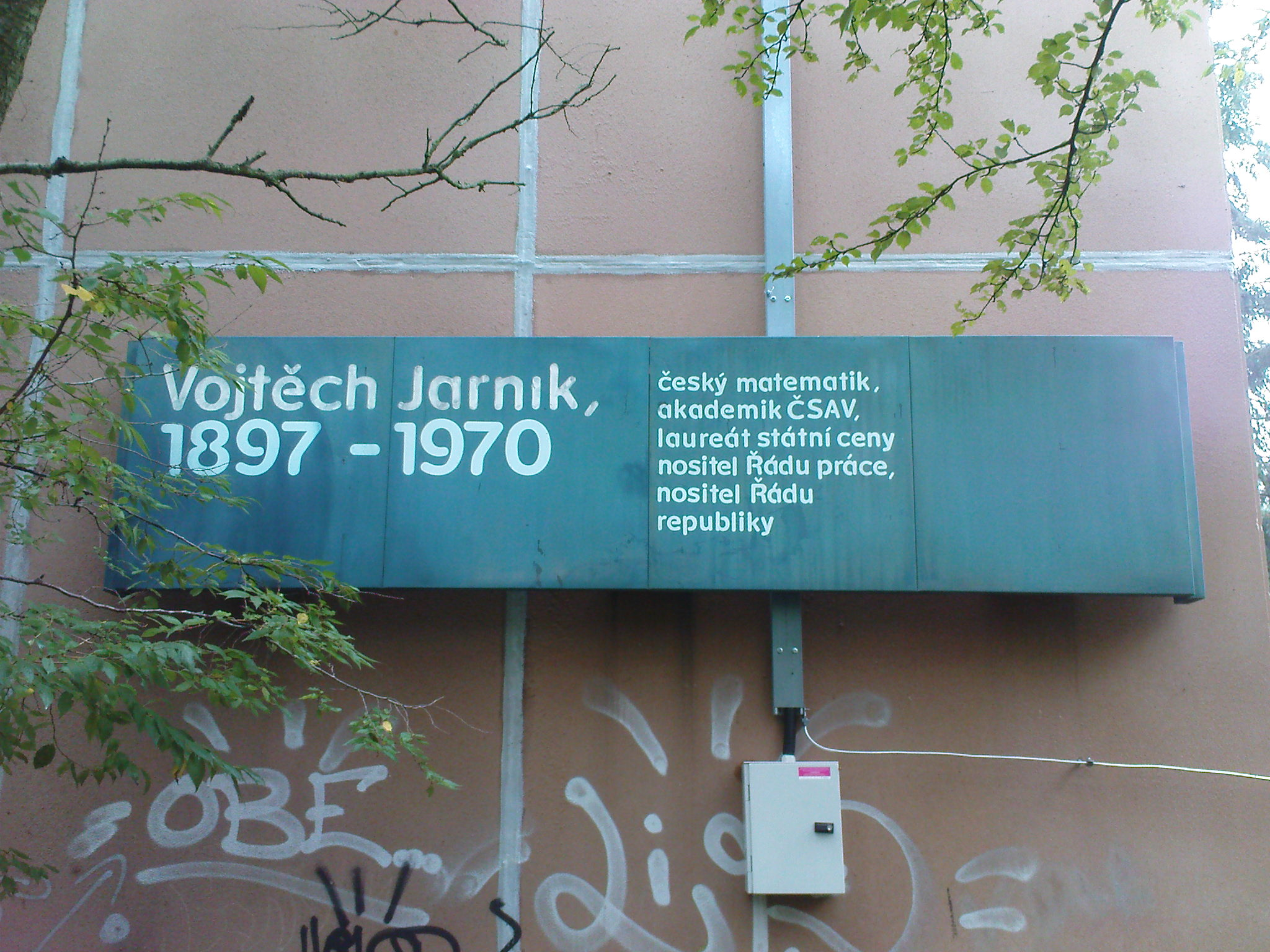
Jedna z cedulí na pražském Chodově (Vojtěch Jarník)

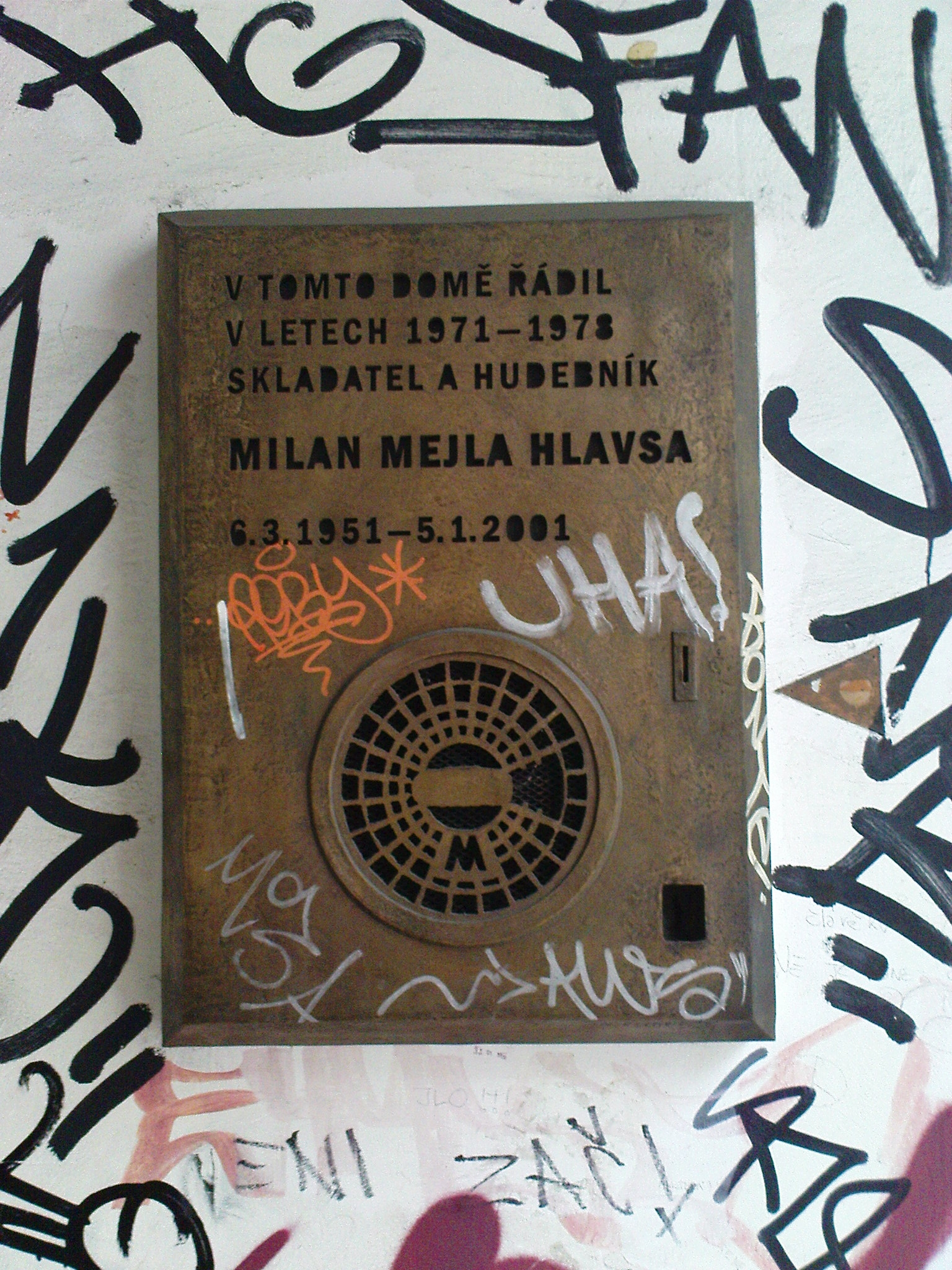
Neobvyklá pamětní deska Mejly Hlavsy (Praha), v dubnu 2011 údajně odcizena neznámým pachatelem

- v Kroměříži se nachází cca 90 pamětních desek
- Praha-Chodov (cedule z dob socialismu; umístěny na panelových domech)
- Praha 6 (vysvětlení názvů ulic, cedule byly zavedeny v posledních letech)